# Pilaria humeralis
Pilaria humeralis är en tvåvingeart som först beskrevs av Thomas Say 1823.  Pilaria humeralis ingår i släktet Pilaria och familjen småharkrankar. Inga underarter finns listade i Catalogue of Life.